# Energie rinnovabili nell'Unione europea
I paesi dell'Unione europea (UE) nel loro complesso, costituiscono la principale potenza mondiale nell'ambito dello sviluppo ed impiego dell'energia rinnovabile. La promozione dell'impiego delle energie rinnovabili ha un ruolo molto importante, sia riguardo al ridurre la dipendenza dall'estero da parte della UE per il suo approvvigionamento energetico, sia nell'adeguarsi agli obblighi imposti da trattati internazionali, adottando misure efficaci in rapporto alla lotta contro l'effetto serra.

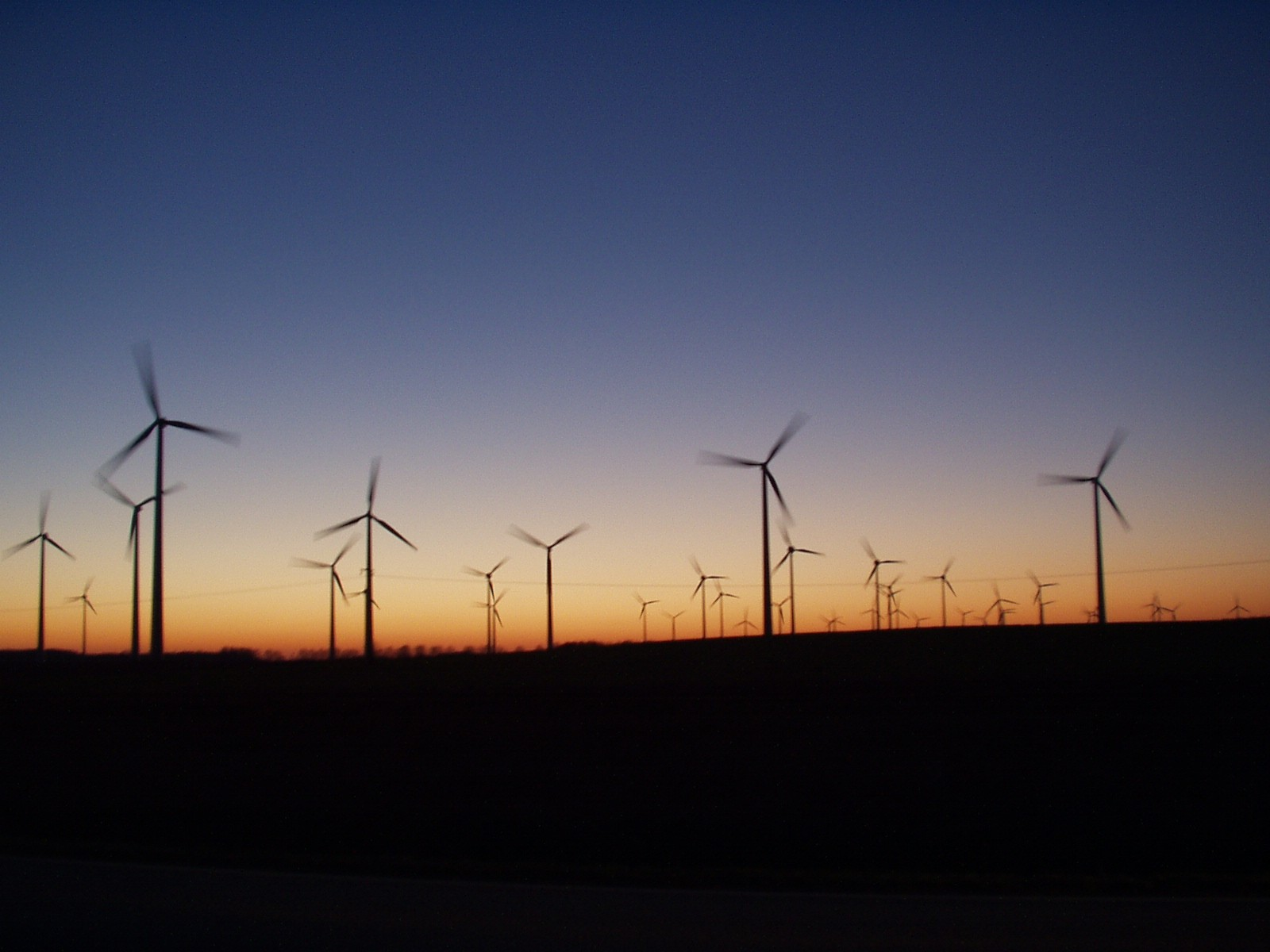
Parco eolico in Germania, regione del Meclemburgo-Pomerania Occidentale

## Storia

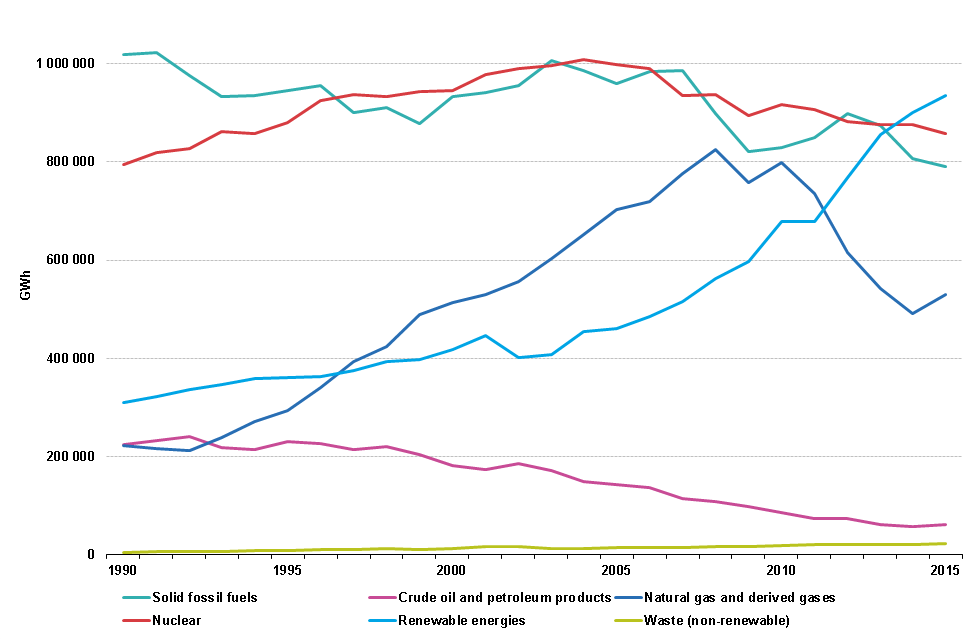
L'andamento dell'utilizzo delle varie fonti energetiche in Europa per la produzione di energia elettrica dal 1990 and 2013. Valori in GWh.

### Trattato di Maastricht
Il Trattato di Maastricht assegnava come obiettivi dell'UE il promuovere una crescita economica durevole e non troppo dipendente dalle fluttuazioni dei prezzi dell'energia, il tutto rispettando la qualità dell'ambiente. Da parte sua il Trattato di Amsterdam incorpora il principio dello sviluppo sostenibile tra gli obiettivi della Comunità Europea. Sin dal 1997, lavora per raggiungere un contributo netto di almeno il 12% per le energie rinnovabili (obiettivo da raggiungere nell'anno 2010). Il piano prevede che le energie rinnovabili coprano il 12% di tutti i bisogni energetici della UE ed il 22% del consumo di elettricità per l'anno già menzionato.

### Conferenza di Johannesburg
La Conferenza di Johannesburg non ha prodotto il cambio radicale che si aspettava da dieci anni dopo la fine della Conferenza di Rio. Non sono stati stabiliti obiettivi concreti per il settore energetico, lasciando delusi molti dei paesi partecipanti. L'Unione Europea propose che si decidesse un aumento della percentuale delle "energie rinnovabili" del 1,5 %, su scala mondiale fino al 2010. Nonostante questo, nel piano di azione concordato a Johannesburg, si riuscì soltanto ad auspicare un aumento "sostanziale". Non vennero fissati traguardi obbligatori e neanche termini di tempo.
La UE non soddisfatta da questo risultato riuscì a riunire alcune nazioni in un gruppo di "paesi pionieri", che stabilirono ambiziosi obiettivi nazionali e, nel possibile, regionali, per poter creare da questi dei traguardi mondiali. La Johannesburg Renewable Energy Coalition (JREC) accoglie nel frattempo più di 80 paesi, oltre quelli della UE, Brasile, Sudafrica e Nuova Zelanda.
Nella conferenza europea di Berlino (2004), la UE ha stabilito i propri ambiziosi obiettivi. Il risultato da raggiungere è quello di coprire con le fonti rinnovabili, entro il 2020, il 20 per cento del consumo totale di energia. Fino ad allora, la UE auspicava soltanto di raddoppiare la percentuale di "energie rinnovabili" fino ad arrivare a un 12,5 per cento entro il 2010, senza stabilire obiettivi fino al 2020.

## Energia eolica nell'Unione Europea
La costruzione di generatori eolici è particolarmente sviluppata in Germania, Spagna e Danimarca. Dai risultati di uno studio condotto da EUWINet (progetto finanziato parzialmente dalla Commissione europea), risulta che la crescita annua del mercato europeo dell'energia eolica è circa del 35%. Inoltre, i dati evidenziano che i Paesi membri dell'Unione europea apportano il 75% dell'energia eolica mondiale.
L'uso dell'energia eolica si concentra in 8 Paesi che producono il 90% dell'energia eolica nell'intera UE. Nettamente al primo posto è la Germania, con quasi la metà del totale. Al secondo posto è la Spagna, seguita da Danimarca, Italia, Regno Unito, Portogallo, Francia e Paesi Bassi.
Grazie allo sviluppo che l'uso e lo sviluppo di questa fonte rinnovabile hanno conosciuto, il mercato dell'eolico ha prodotto nella UE più di 20.000 posti di lavoro.
Nel 2005 è stato presentato a Bruxelles il consiglio mondiale dell'energia eolica (GWEC) con il proposito di aiutare le diverse associazioni nazionali a sviluppare l'energia eolica in tutto il mondo. Fanno parte del consiglio: l'Unione europea, l'Australia, il Canada, la Cina, il Giappone, l'India e gli USA.

## Energia solare fotovoltaica
Anno 2019: dal rapporto statistico GSE risulta che il contributo dell'energia fotovoltaica rispetto al totale dell'energia lorda consumata in Europa (1155 Mtep - consumi finali lordi) è stato dello 0,94% (consumi finali lordi da FER = 219 Mtep di cui il 5% da energia fotovoltaica).
La necessità di uno sviluppo strategico e organizzato dei sistemi fotovoltaici nella UE ha portato alla creazione di PV-NET, una rete che riunisce i rappresentanti di tutti i settori della ricerca, dello sviluppo e dell'industria del solare. PV-NET incoraggia la comunicazione tra gli interlocutori attraverso l'organizzazione di conferenze, work-shops e congressi.
L'interazione ha portato alla modifica della lettera di vettura, finita nel 2003, con lo scopo di fornire solide basi per i leader UE e ai cittadini europei per fondare le loro decisioni e la politica di formazione e in modo da aiutare l'obiettivo da raggiungere imposto dalla Commissione Europea di moltiplicare l'uso degli impianti fotovoltaici di 30 volte entro il 2010.
Nel 2002, la produzione mondiale dei moduli fotovoltaici sorpassò 550 MW, di cui più del 50% fu prodotto in UE. Alla fine del 2011, la Germania è la prima nazione dell'EU, nel settore del fotovoltaico, seguita dall'Italia che si colloca al secondo posto nel mondo per potenza fotovoltaica installata (12,7 GW a fine 2011).
In Spagna invece si trova la centrale elettrica solare fotovoltaica più grande del mondo, inaugurata nel settembre 2008 a Olmedilla, nella comunità autonoma di Castilla-La Mancha. Il complesso, con una potenza di picco di 23 MW, è stato costruito dalla Nobesol.